# Liste des évêques et archevêques de Saurimo
Liste des évêques et archevêques de Saurimo
(Archidioecesis Saurimoensis)
L'évêché de Henrique de Carvalho est créé le 10 août 1975.
Il change de dénomination le 16 mai 1979 pour devenir l'évêché de Saurimo.
Il est érigé en archevêché le 12 avril 2011.

## Liste des évêques
- 10 août 1975-3 février 1977 : Manuel Franklin da Costa, évêque de Henrique de Carvalho.
- 3 février 1977-15 janvier 1997 : Pedro Ribeiro da Costa (Pedro Marcos Ribeiro da Costa), évêque de Henrique de Carvalho, puis de Saurimo (16 mai 1979).
- 15 janvier 1997-18 février 2008 : Eugenio Dal Corso
- 18 février 2008-12 avril 2011 : siège vacant
- depuis 12 avril 2011 : José Manuel Imbamba

## Liste des archevêques
- depuis le 12 avril 2011 : José Imbamba (José Manuel Imbamba)

## Sources
- L'ANNUAIRE PONTIFICAL, sur le site http://www.catholic-hierarchy.org, à la page